# Le Restaurant de la Sirène à Asnières
Le Restaurant de la Sirène à Asnières est une huile sur toile de Vincent van Gogh (1853-1890) conservée à Paris au musée d'Orsay, sous le numéro d'inventaire RF 2325. Elle a été composée pendant l'été 1887 et mesure 54,5 × 65,5 cm.

## Histoire et description
Cette toile a été peinte lorsque Vincent van Gogh demeurait chez son frère Théo à Paris, rue Lepic. Elle représente le restaurant de la Sirène à Asnières, petite ville de proche banlieue parisienne au nord-ouest de la capitale située sur les bords de Seine. Cet établissement se trouvait 7 boulevard de la Seine (aujourd'hui quai du Docteur-Dervaux), près du pont d'Asnières.
Émile Bernard y fait allusion lorsqu'il indique au marchand d'art Ambroise Vollard que les tableaux de la période parisienne de Vincent van Gogh comprennent « des restaurants pimpants aux stores multicolores, aux lauriers-roses. »
Cette œuvre se rapproche des tableaux des impressionnistes qui aimaient peindre les lieux de détente aux alentours de Paris pendant la belle saison, mais ici Vincent van Gogh s'attache plus à décrire l'atmosphère architecturale qu'à dépeindre une scène de loisir. Il multiplie les hachures de couleur qui laissent présager un style plus personnel atteignant un peu plus tard sa plénitude. L'artiste utilise ici une gamme de couleurs lumineuses et brillantes sur un fond jaune avec une tache rouge (le mur de droite), et des ombres bleutées, en une véritable « symphonie ».
Van Gogh a traité du même sujet ce même été dans une œuvre conservée à Oxford à l'Ashmolean Museum ;  il a peint également Le Restaurant Rispal à Asnières (Nelson-Atkins Museum of Art de Kansas City, 1887) et L'Extérieur d'un restaurant à Asnières (musée Van Gogh d'Amsterdam, 1887).